# Leon Botha
Leon Botha (4 de junio de 1985 - 5 de junio de 2011) fue un pintor y músico sudafricano como así también uno de los enfermos de progeria más longevos del mundo.

## Biografía
Botha nació en Ciudad del Cabo, Sudáfrica donde vivió hasta su muerte. Fue diagnosticado con progeria a la edad de 4 años. Si bien no tuvo educación formal en artes, luego de graduarse se convirtió en un pintor de tiempo completo haciendo trabajos por encargo.
En 2005 se sometió exitosamente a una cirugía para prevenir ataques cardíacos debido a una aterosclerosis relacionada con la progeria.
En enero de 2007, Botha celebró su primera exhibición titulada "Liquid Sword; I am HipHop". En ella retrató la cultura del hip hop como una forma de vida y fue inaugurada por Mr Fat del grupo sudafricano de hip hop Brasse Vannie Kaap.
En marzo de 2009, inauguró su segunda exhibición en la que presentaba aspectos de su vida. Al preguntársele si el título Liquid Swords; Slices of Lemon («Espadas líquidas; rodajas de limón») se refería al refrán "Si la vida te da limones, haz limonada". Botha lo negó, agregando "¿Limones? Los corto y los sirvo".
En enero de 2010 celebró la primera exhibición de Who Am I?...Transgressions, un trabajo colaborativo de fotografía con Gordon Clark en la galería João Ferreira de Ciudad del Cabo. Sobre la exhibición, Botha afirmó "Primero soy, al igual que ustedes, un ser espiritual. Luego soy un ser humano y esta parte del ser humano que es el cuerpo, tiene una condición"
Botha también practicó deejaying y toasting bajo el nombre de DJ Solarize. Se lo presentó junto con Watkin Tudor Jones (también conocido como Ninja), en el vídeo Enter The Ninja de Die Antwoord.
En noviembre de 2010, Botha sufrió un accidente cerebrovascular. Murió de un paro cardíaco un día después de cumplir 26 años, en 2011.